# La Question des races

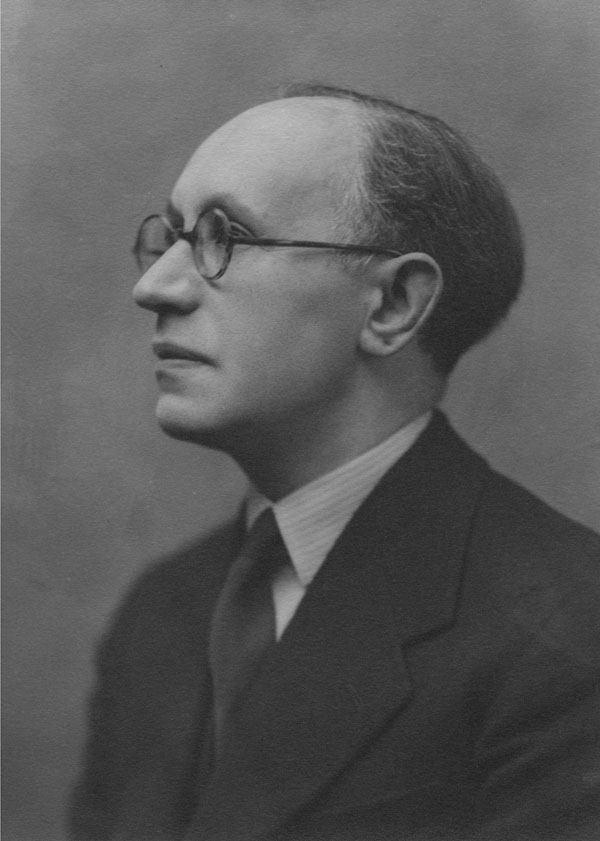
Morris Ginesberg, l'un des rédacteurs de la déclaration.

La Question des races (The Race Question) est la première de quatre déclarations de l'Organisation des Nations unies pour l'éducation, la science et la culture (UNESCO) concernant l'enjeu des races humaines. La déclaration est une tentative d'éclaircir les connaissances scientifiques concernant les races et d'en tirer une condamnation du racisme.
Publiée le 18 juillet 1950 à la suite de la Seconde Guerre mondiale, elle a été critiquée sur plusieurs points et des versions révisées ont été publiées en 1951, 1967 et 1978.

## Auteurs
Les déclarations ont été signées par plusieurs chercheurs éminents de l'époque dans les domaines de la sociologie, psychologie, biologie, anthropologie culturelle et ethnologie.
La déclaration originale a été écrite par Ernest Beaglehole (en), Juan Comas (en), Luiz de Aguiar Costa Pinto (en) et Franklin Frazier, sociologues spécialisés dans les relations entre les races, Morris Ginsberg (en), directeur et fondateur de l'Association britannique de sociologie, Humayun Kabir (en), écrivain, philosophe et ministre de l'Éducation indien (en), Claude Lévi-Strauss, un des fondateurs de l'ethnologie et tête de proue du relativisme culturel, et Ashley Montagu, anthropologue et auteur de The Elephant Man: A Study in Human Dignity. Ce dernier en était le rapporteur.
La déclaration a été révisée par Ashley Montagu d'après les critiques de Hadley Cantril, E. G. Conklin, Gunnar Dahlberg (en), Theodosius Dobjansky, L. C. Dunn (en), Donald Hager, Julian Huxley, Otto Klineberg, Wilbert Moore, Hermann Joseph Muller, Gunnar Myrdal, Joseph Needham et Curt Stern (en).

## Publications connexes
L’UNESCO a dans un même temps commandé un certain nombre d’essais sur la question de la race et du racisme à plusieurs scientifiques. La publication de ces brochures, impulsées par Alfred Métraux, débute en 1951. Parmi les plus importantes,
- Claude Lévi-Strauss, Race et Histoire ;
- Otto Klineberg, Race et Psychologie ;
- Michel Leiris, Race et Civilisation.

De nombreuses autres publications non officielles sur le même sujet suivront tout le long de la décennie.